# Молекулярно-променева епітаксія

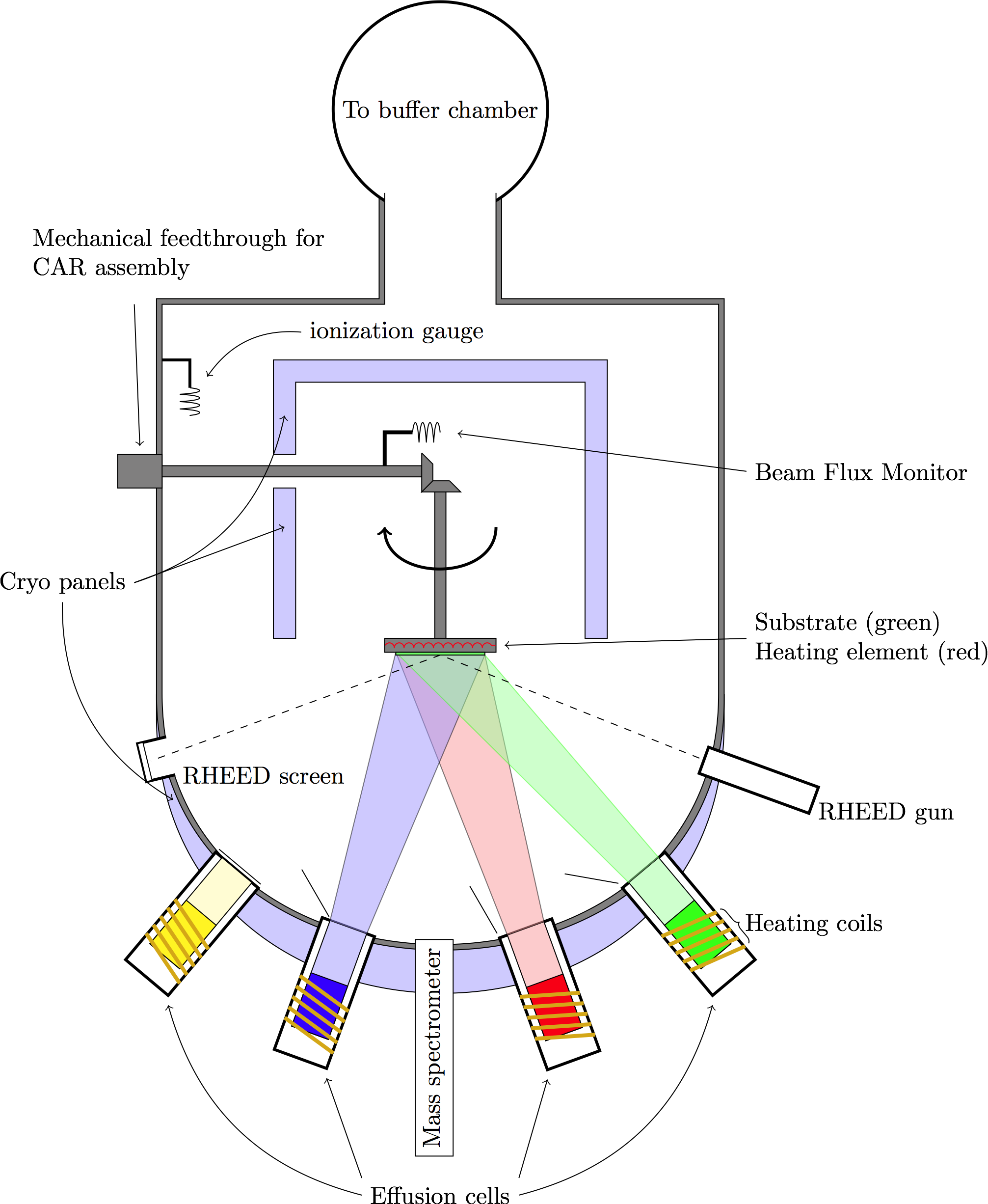
Схема установки для молекулярно-променевої епітаксії

Молекулярно-променева епітаксія, МПЕ (англ. Molecular-beam epitaxy, MBE) — метод епітаксіального росту кристалів в умовах надвисокого (10−8 Па) вакууму. Був винайдений на початку 1960-х у Bell Labs Дж. Артуром (англ. J. R. Arthur) і Альфредом Чо (англ. Alfred Y. Cho, кит.: 卓以和;).

## Метод
Основою методу є осадження випаруваної з молекулярного джерела речовини на кристалічну підкладку. Незважаючи на просту ідею, метод вимагає складних технологічних рішень, а саме:
- підтримання в робочій камері надвисокого вакууму (порядку 10−8 Па);
- високу чистоту матеріалів, що випаровуються (має складати 99,999999%).